# Relaciones Samoa-Tonga
Las relaciones Samoa-Tonga se refieren a las relaciones bilaterales entre el Estado Independiente de Samoa y el Reino de Tonga. Los lapitas llegaron a las islas de Samoa y Tonga, desarrollando un sentido único de identidad cultural. 
Los Tui Manu'a del grupo de islas Manu'a en las Islas Samoa estaban bajo la influencia de una gran área en la región llamada Tonga. 
La mayoría de las islas de Samoa pertenecieron al Imperio Tu'i Tonga. Sin embargo, después de varias batallas, el pueblo samoano finalmente se independizó de Tonga. Las relaciones actuales entre los dos países son buenas, y ambas pertenecen a la Organización de las Naciones Unidas, la Mancomunidad de Naciones y el Foro de las Islas del Pacífico.